# Nassim Ben Iman
Nassim Ben Iman (* 1971 oder 1972 in einem arabischen Land) ist ein freikirchlicher Prediger, bekannter Konvertit und Islamkritiker. Der Name ist ein Pseudonym.
Ben Iman stammt aus einem arabischen Land. Der als Muslim geborene Ben Iman konvertierte mit 17 Jahren zum Christentum. Er hält Vorträge in Kirchen, wo er den Islam als nicht mit den christlichen Werten vereinbar darstellt. Er hat Kontakt bzw. hatte Kontakte zu rechtspopulistischen und islamfeindlichen Organisationen wie Pax Europa, Politically Incorrect oder der inzwischen aufgelösten Kleinpartei Die Freiheit, die vom Verfassungsschutz beobachtet wurde.
Nassim Ben Iman war bis Dezember 2016 Hauptprediger der charismatisch-neupfingstlichen Gemeinde JCC – ehemals „Arche“ Neuenstadt und Sprecher der islamfeindlichen Initiative 1683. Des Weiteren unzählige Male Sprecher für die Internationalen Vereinigung Christlicher Geschäftsleute (IVCG), Gesprächsforum Leben und Glauben (GLG) und Christen im Beruf (CIB). 2005 veröffentlichte er ein islamkritisches Buch mit dem Titel „der wahre Feind….warum ich kein Terrorist geworden bin“.

## Bücher
- Der wahre Feind: Warum ich kein Terrorist geworden bin, Asaph-Verlag Lüdenscheid, 6. Aufl. 2010